# Josep Lluís Pérez i Pérez
Josep Lluís Pérez i Pérez   (Barcelona, 1955 - Israel, 9 de març de 2012) fou un lluitador independentista català. Va estudiar Pedagogia a la Universitat de Barcelona. El 1972, amb disset anys, s'afilià al Front Nacional de Catalunya, va participar de l'Assemblea de Catalunya, va ser un membre actiu en l'organització de la Diada de l'Onze de setembre de 1976, el primer autoritzat, a Sant Boi del Llobregat, i va ser un dels promotors del llibre de Josep Armengou, publicat i distribuït clandestinament el 1978, Justificació de Catalunya, del qual en va fer la coberta.
Pérez va ser militant de l'Exèrcit Popular Català (EPOCA) des de 1976, fet pel qual se'l va acusar de l'assassinat de l'empresari barceloní Josep Maria Bultó, juntament amb Carles Sastre, Montserrat Tarragó i Àlvar Valls. Després de patir tortures, va estar empresonat a la presó Model i a la de Sòria. Després de sortir en llibertat amb motiu de l'amnistia general de 1977 que va buidar les presons franquistes d'empresonats per causes polítiques, la seva resolució va ser impugnada i retirada de la mà del Ministre de l'Interior falangista Rodolfo Martín Villa, causa per la qual es va veure obligat a exiliar-se, primer al Canadà i després al quibuts Dvir, a vint quilòmetres de la ciutat de Beerxeba, amb el nom de «Lluc Puig». Amb la prescripció del cas, el 1998, va fer diversos viatges als Països Catalans per a veure el seu pare tot i mantenir la residència a Israel on havia adoptat la nacionalitat i treballava de dissenyador gràfic. Va morir a causa d'un càncer a l'edat de 57 anys.